# Gordon McDonell
Pour les articles homonymes, voir McDonell.
Gordon McDonell, né le 30 octobre 1905 à Reigate dans le  Surrey en Angleterre et mort le 16 décembre 1995 à Green Valley dans l'Arizona aux États-Unis, est un écrivain et scénariste britannique, auteur de roman policier.

## Biographie
Il reçoit une éducation dans un collège militaire à Sandhurst, puis part aux Indes britanniques en 1925. Il travaille notamment comme agent de change à Calcutta. Il revient en Europe et devient importateur de thé avant de se consacrer à la littérature. Il émigre en Californie en 1937.
En 1936, il publie son premier roman, Jump for Glory. Il est l'auteur d'une histoire originale qui est adaptée à trois reprises au cinéma et à la télévision, notamment pour L'Ombre d'un doute (Shadow of a Doubt), film réalisé par Alfred Hitchcock en 1943. Pour ce film, Mc Donell est nommé à l'Oscar de la meilleure histoire originale de la 16e cérémonie des Oscars en 1944.
On ne me croira pas (They Won’t Believe Me), paru en 1947, est « un roman court, à l'écriture sèche, visiblement inspiré par Assurance sur la mort de James M. Cain », selon Claude Mesplède. Le récit est adapté au cinéma dès 1947 sous le titre Ils ne voudront pas me croire par Jonathan Latimer et réalisé par Irving Pichel. 

## Œuvre

### Romans
- Jump for Glory (1936)
- His Lordship Goes to Press (1936)
- Silver Bugle (1938)
- They Won’t Believe Me (1947) Publié en français sous le titre On ne me croira pas, traduit par Gilles Malar et Henri Collard, Paris, Gallimard, coll. « Série blême » no 19, 1951
- My Sister Goodnight (1950)
- The Clock-Tower (1952)
- Intruder from the Sea (1953)
- Burning Secret (1959)
- The Reprieve of Roger Maine (1961) Publié en français sous le titre Sursis pour un défunt, Paris, Presses de la Cité, coll. « Un mystère », 1e série, no 631, 1962
- Wind Without Rain (1963)

### Nouvelle
- Guilty Gift Horse (1937)

### Pièce de théâtre
- To Catch a Thief (1936)

## Filmographie

### Adaptation au cinéma
- 1947 : Les Deux Aventuriers (Jump for Glory), film britannique réalisée par Raoul Walsh, adaptation du roman Jump for Glory, avec Douglas Fairbanks Jr. et Valerie Hobson
- 1947 : Ils ne voudront pas me croire (They Won't Believe Me), film américain réalisé par Irving Pichel, adaptation par Jonathan Latimer du roman On ne me croira pas (They Won’t Believe Me), avec Robert Young et susan Hayward

### Histoires originales pour le cinéma
- 1943 : L'Ombre d'un doute (Shadow of a Doubt), film américain réalisé par Alfred Hitchcock, avec Teresa Wright et Joseph Cotten
- 1958 : Step Down to Terror, film américain réalisé par Harry Keller, avec Colleen Miller et Rod Taylor
- 1970 : L'Exécuteur (The Executioner), film britannique réalisé par Sam Wanamaker, avec George Peppard et Joan Collins

### Histoires originales pour la télévision
- 1955 : Shadow of a Doubt, épisode de la série télévisée Lux Video Theatre (en) réalisé par Richard Goode, avec George Chandler
- 1991 : Shadow of a Doubt, téléfilm américain réalisé par Karen Arthur, avec Mark Harmon

## Prix et distinctions
- Nommé à la 16e cérémonie des Oscars pour l'Oscar de la meilleure histoire originale pour L'Ombre d'un doute  (Shadow of a Doubt)

## Sources
- Claude Mesplède (dir.), Dictionnaire des littératures policières, vol. 2 : J - Z, Nantes, Joseph K, coll. « Temps noir », 2007, 1086 p. (ISBN 978-2-910-68645-1, OCLC 315873361).
- Claude Mesplède et Jean-Jacques Schleret, SN, voyage au bout de la Noire : inventaire de 732 auteurs et de leurs œuvres publiés en séries Noire et Blème : suivi d'une filmographie complète, Paris, Futuropolis, 1982 (OCLC 11972030), p. 251